# Филипинска футболна лига
Филипинска футболна лига (на английски: Philippines Football League) е клубен турнир по футбол, който води началото си от 2017 година, в който се излъчва шампиона на Филипините. Лигата наследява предишния формат – „Юнайтед лигата“. След реформацията футболът във Филипините застава под шапката на специална компания, базирана в Пасинг, Манила. Лига Футбол Инкорпорейтид отговаря за управлението на футбола, професионализирането на отборите, както и за новосъздадената „Копа Паулино Алкантара“. Първото издание на Купата на Филипините ще се състои през октомври тази година. В редовния сезон 8 отбора се впускат за надпреварата за титлата, като играят по 4 мача срещу всеки съперник. Най-добрите 4 продължават в елиминационна фаза .

## Шампиони
- 2017: Серес-Негрос
- 2018: Серес-Негрос

## Шампиони (2017 – 2018)
| Клуб         | Град      | Титли | Сезони     |
| ------------ | --------- | ----- | ---------- |
| Серес-Негрос | (Баколод) | 2     | 2017, 2018 |